# AOP Saint-Chinian

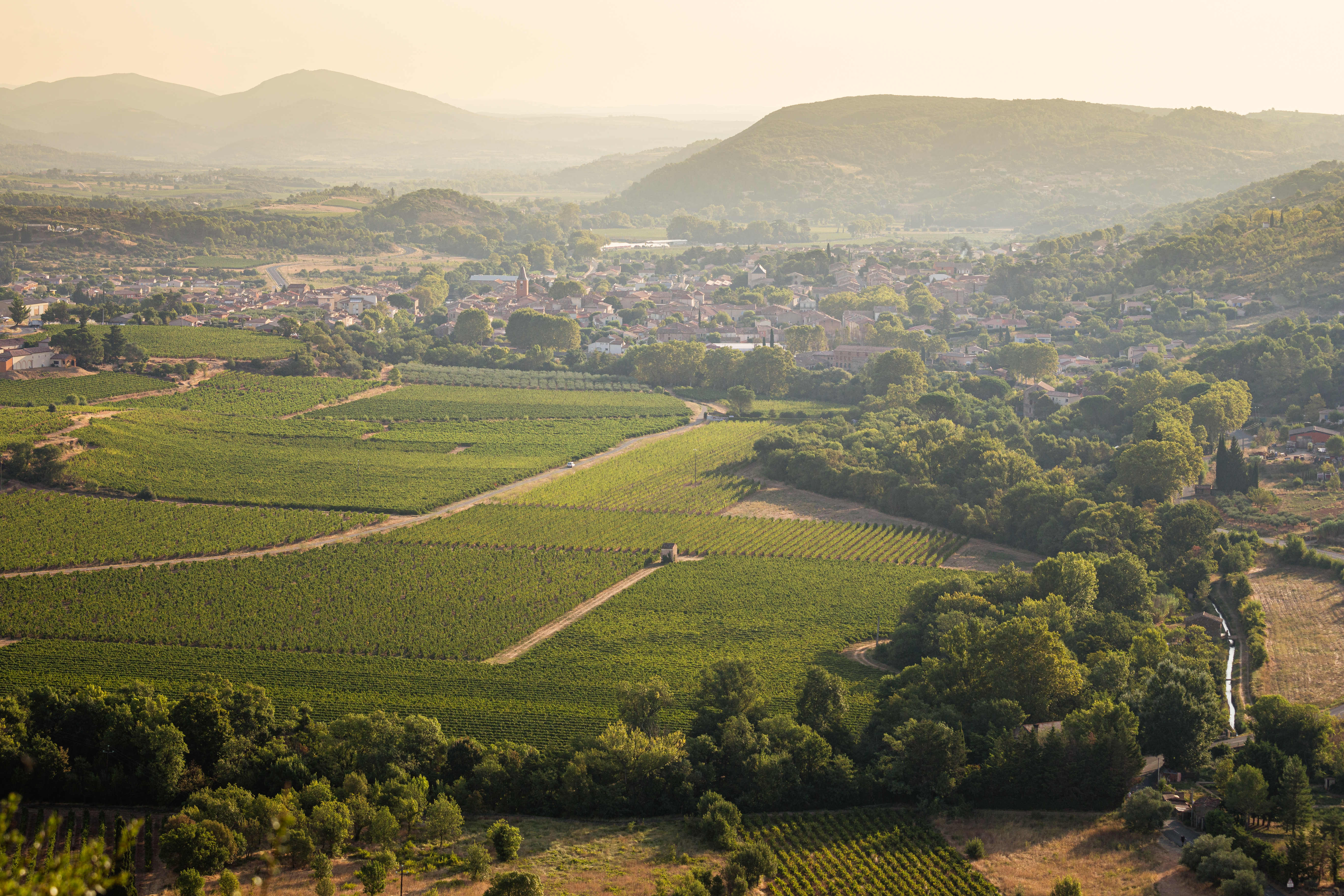
Village de Saint-Chinian, vue sur le vignoble.

Pour l’article homonyme, voir Saint-Chinian.
Le saint-chinian est un vin français d'appellation d'origine contrôlée produit autour de Saint-Chinian, dans l'Hérault. Il s'agit de la quatrième appellation en volume du vignoble du Languedoc-Roussillon.

## Histoire

### Antiquité
On considère que le vignoble languedocien est l'un des plus anciens de France après celui de la Provence car la vigne y est cultivée depuis l'Antiquité. Le vignoble se développe lors de la présence romaine, notamment lors de l'aménagement de la via Domitia. Les vins produits alors sont exportés, dans des amphores, dans tout le bassin méditerranéen et sont très appréciés à Rome. Ils sont mentionnés par Cicéron ou Pline le Jeune dans leurs récits.

### Moyen Âge
Durant le Moyen Âge, ce sont les moines qui sauvent une partie du vignoble. Le vin est alors produit par des abbayes ou des monastères. Vers le VIIIe siècle, des moines bénédictins développent la vigne dans la vallée du Vernazobres, un affluent de l'Orb, à proximité de Saint-Chinian.

### Période moderne
Le vignoble languedocien connaît un nouvel essor lors de l'ouverture du canal du Midi à la fin du XVIIe siècle. Le vin commence ainsi à être exporté vers le nord de la France et le reste de l'Europe.
Dans la région de Saint-Chinian, le déclin des petites industries textiles va favoriser la viticulture. Les capitaux sont transférés sur cette activité, la main d'œuvre aussi.
Au XIXe siècle, c'est l'apogée du vignoble du Languedoc, appelé alors « vignoble du Midi ». Grâce au développement du transport ferroviaire et la construction de la gare de Béziers en 1857, le vin de l'Hérault est rapidement expédié en gros volume (en wagon-foudre) vers le nord de la France et le reste de l'Europe, où la consommation de vin se généralise. De grands domaines « pinardiers », souvent agrémentés de superbes châteaux viticoles appelés « folies », se constituent dans la plaine, produisant avec de très importants rendements du vin rouge de basse qualité (le « kil de rouge », vendu au poids). Béziers se targue d'être la « capitale mondiale du vin ». On prête de nombreuses vertus hygiéniques au vin, notamment Louis Pasteur : « le vin est la plus saine et la plus hygiénique des boissons ».
Cette production de masse concerne principalement la plaine, les vignobles des coteaux sont peu à peu abandonnés car moins rentables (la plaine est fertile, facile à irriguer, proche des moyens de transport) ; l'arrivée de l'oïdium, du phylloxera et du mildiou achève ce processus, car on ne replante que les parcelles rentables.

### Période contemporaine

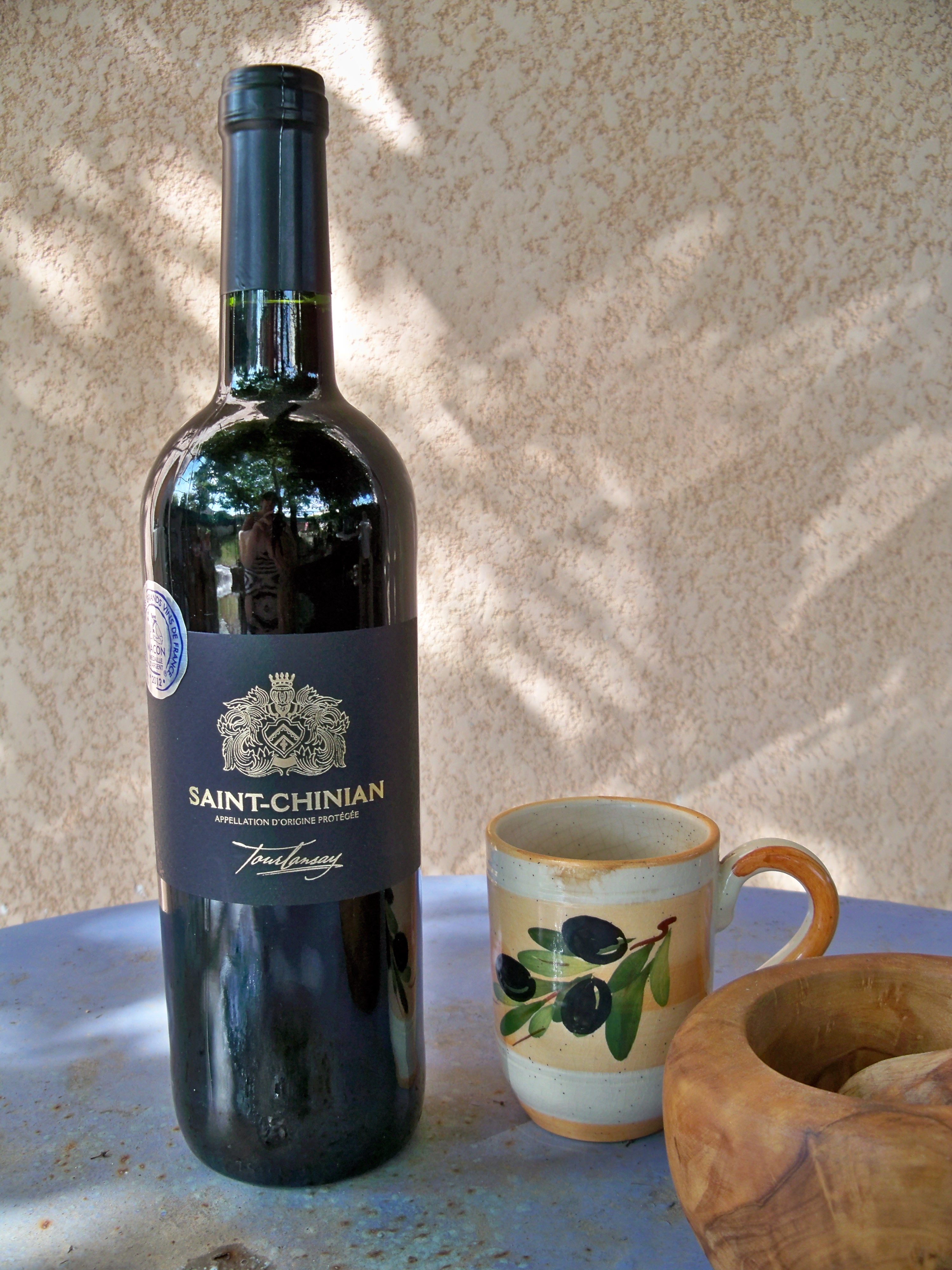
Bouteille de l'AOC saint-chinian rouge.

Après la Seconde Guerre mondiale, et surtout à partir des années 1970, le vignoble du Languedoc est régulièrement marqué par des crises de surproduction, causées par la baisse de la consommation du vin en France. Il faut donc changer de politique viticole : la qualité doit être améliorée et la quantité diminuée. On baisse les rendements, on commence à replanter sur les coteaux et on introduit des cépages « améliorateurs » empruntés aux autres vignobles français, notamment la syrah.
En 1951 : le vignoble de Saint-Chinian devient vin délimité de qualité supérieure (VDQS).
En 1982 : le vignoble est classé en appellation d'origine contrôlée, l'AOC saint-chinian, par le décret du 5 mai 1982. La candidature à l'appellation a été soutenue par Raoul Bayou, député de l'Hérault, ancien maire de Cessenon.
Au tournant des années 2000, le vignoble languedocien traverse encore une fois une grave crise viticole : surproduction, mévente, concurrence avec les vins du Nouveau Monde et de l'hémisphère Sud sur le marché international. De nombreux viticulteurs coopérateurs se retrouvent en grande difficulté financière et réclament des aides de l'État ou de l'Union européenne. Nombreuses manifestations (parfois violentes) dans la région, avec le soutien plus ou moins affiché des élus locaux, souvent issus de communes viticoles. Certains vignerons sont contraints à l'arrachage de leurs vignes.
En 2004, l'INAO reconnaît l'existence de deux dénominations géographiques : le saint-chinian Berlou et le saint-chinian Roquebrun. C'est aussi l'année de la reconnaissance au sein de l'appellation du saint-chinian blanc. Le cahier des charges de l’appellation a été modifié en décembre 2024.

## Étymologie
La forme la plus ancienne est monasterium S. Aniani, attestée dès 826. Elle dérive ensuite en occitan en Sanch Inhan puis avec mécoupure en San Chinian. Ce toponyme reprend le nom de Anianus, évêque d'Orléans au Ve siècle. À la mi-juin 451, les Huns ayant assiégé Orléans, l’évêque Anianus (Aignan), originaire de la vallée du Rhône, leur opposa une farouche résistance. Sa tactique était de faire passer une procession sur le chemin de ronde des fortifications. Au troisième assaut, le 23 juin, Ætius et ses légions arrivèrent et firent déguerpir les assaillants. En souvenir de cet exploit, trente-deux communes françaises prirent le nom de Saint-Aignan.

## Situation géographique
Le vignoble de Saint-Chinian est situé au pied des confins du Massif central, le massif de l'Espinouse, dans l'ouest du département de l'Hérault, entre Béziers et Saint-Pons-de-Thomières. Il est exposé vers la mer Méditerranée. Au nord, il est limité par la garrigue. Au sud, il se prolonge par la plaine viticole biterroise.
Il est traversé par l'Orb, fleuve héraultais, et deux affluents, le Vernazobres, qui arrose Saint-Chinian, et le Lirou, qui arrose Puisserguier.

### Géologie et orographie
Le terroir de l'appellation saint-chinian est scindé en deux parties distinctes. Au nord de l'appellation, le sol est composé de schistes, comme dans le vignoble de Faugères. Les vins produits sur les schistes sont de robe profonde, très expressifs en bouche, fruités et peu acides avec des notes grillées. Ce sont des vins qui rappellent les parfums du maquis. Ils sont assez rapidement prêts à boire. Au sud de l'appellation, au-delà du village de Saint-Chinian, les sols sont argilo-calcaires. Le terroir est plus calcaire encore vers les villages d'Assignan et Villespassans, tandis que les marnes argilo-calcaires dominent vers Cazedarnes, Puisserguier, Creissan et Quarante. Les vins produits sur ce type de sol sont frais en bouche avec des parfums de garrigue et de fruits rouges, les vins issus des terroirs calcaires ont un grand potentiel de garde.

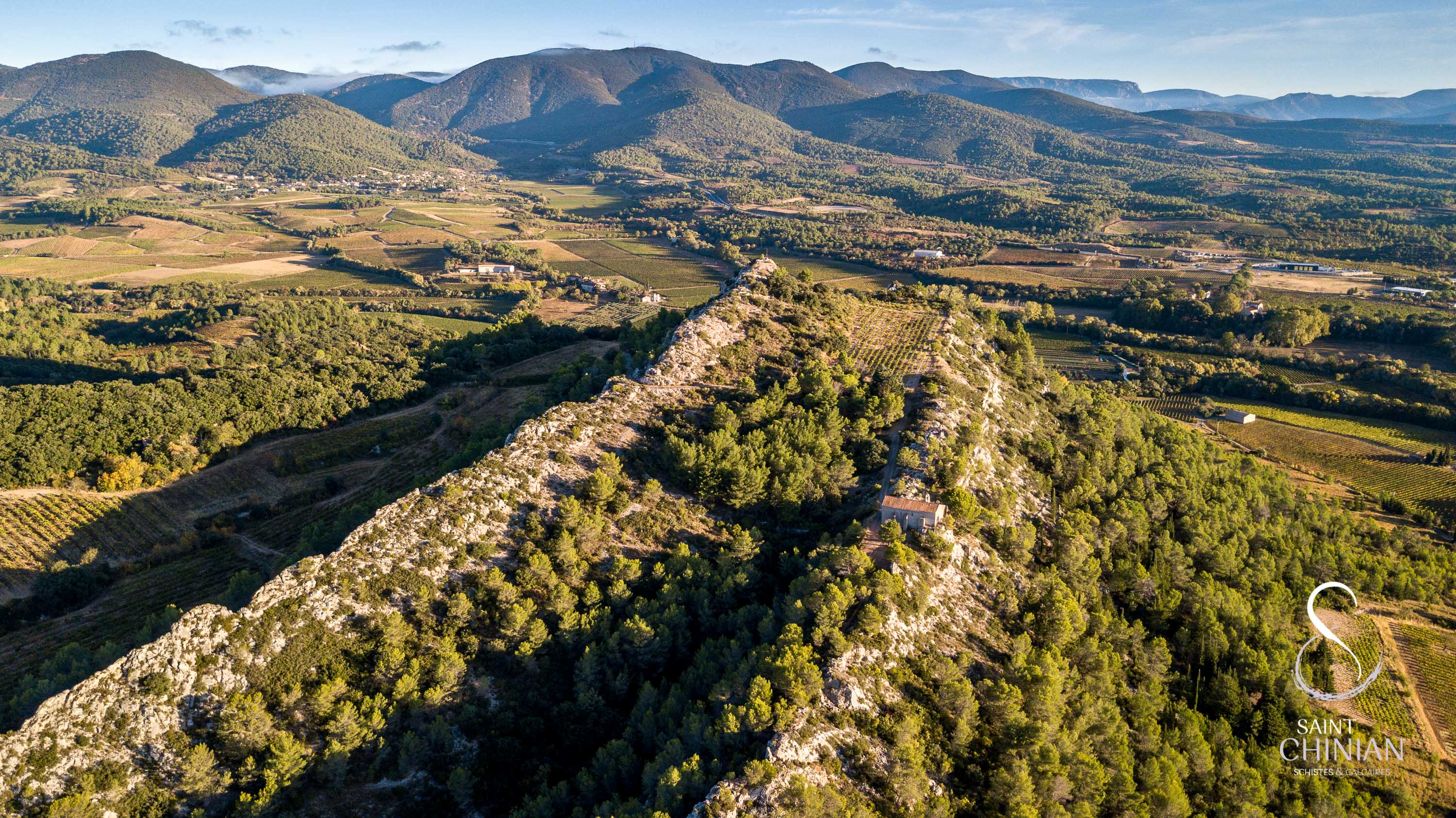
Chainon calcaires de l'AOP saint-chinian.

### Climatologie
Le climat de ce terroir viticole est typiquement méditerranéen. Il se caractérise par des hivers doux, des étés chauds et secs et des précipitations rares et concentrées notamment en automne de septembre à décembre (les précipitations annuelles sont proches de 800 mm). Au contraire, l'été est souvent très sec, voire aride dans l'arrière pays des garrigues, avec seulement quelques précipitations en août liées aux orages. Les vents dominants sont la tramontane, vent sec et froid qui chasse les nuages, et le marin, vent humide qui au contraire amène les nuages. Il peut parfois être très violent.
Le taux d'ensoleillement journalier moyen est de 7 h 22, largement supérieur à la moyenne française de 4 h 46. En outre, relativement "protégée" du Mistral et de la Tramontane par l'avancée des reliefs cévenols, Montpellier est la ville la moins ventée du golfe du Lion. De plus, la proximité de la mer favorise l'installation de la brise marine qui tempère les excès thermiques en été.
La température annuelle moyenne est de 14,2 °C, supérieure à la moyenne nationale de 12,2 °C.
Le tableau ci-dessous indique les températures et les précipitations pour l'année 2007 :
| Mois                                   | J  | F   | M  | A    | M  | J  | J  | A    | S    | O   | N  | D  | Année |
| -------------------------------------- | -- | --- | -- | ---- | -- | -- | -- | ---- | ---- | --- | -- | -- | ----- |
| Températures moyennes maximales (°C)   | 11 | 11  | 14 | 16   | 20 | 25 | 26 | 26   | 23   | 19  | 14 | 12 | 17,6  |
| Températures moyennes minimales (°C)   | 7  | 7   | 10 | 11   | 14 | 19 | 20 | 21   | 18   | 15  | 10 | 8  | 13,3  |
| Températures moyennes (°C)             | 9  | 9   | 12 | 13,5 | 17 | 22 | 23 | 23,5 | 21,5 | 17  | 12 | 10 | 15,6  |
| Précipitations (hauteur moyenne en mm) | 60 | 105 | 10 | 15   | 90 | 0  | 3  | 10   | 29   | 144 | 21 | 72 | 659   |
| Source: MSN météo                      |    |     |    |      |    |    |    |      |      |     |    |    |       |

## Vignoble

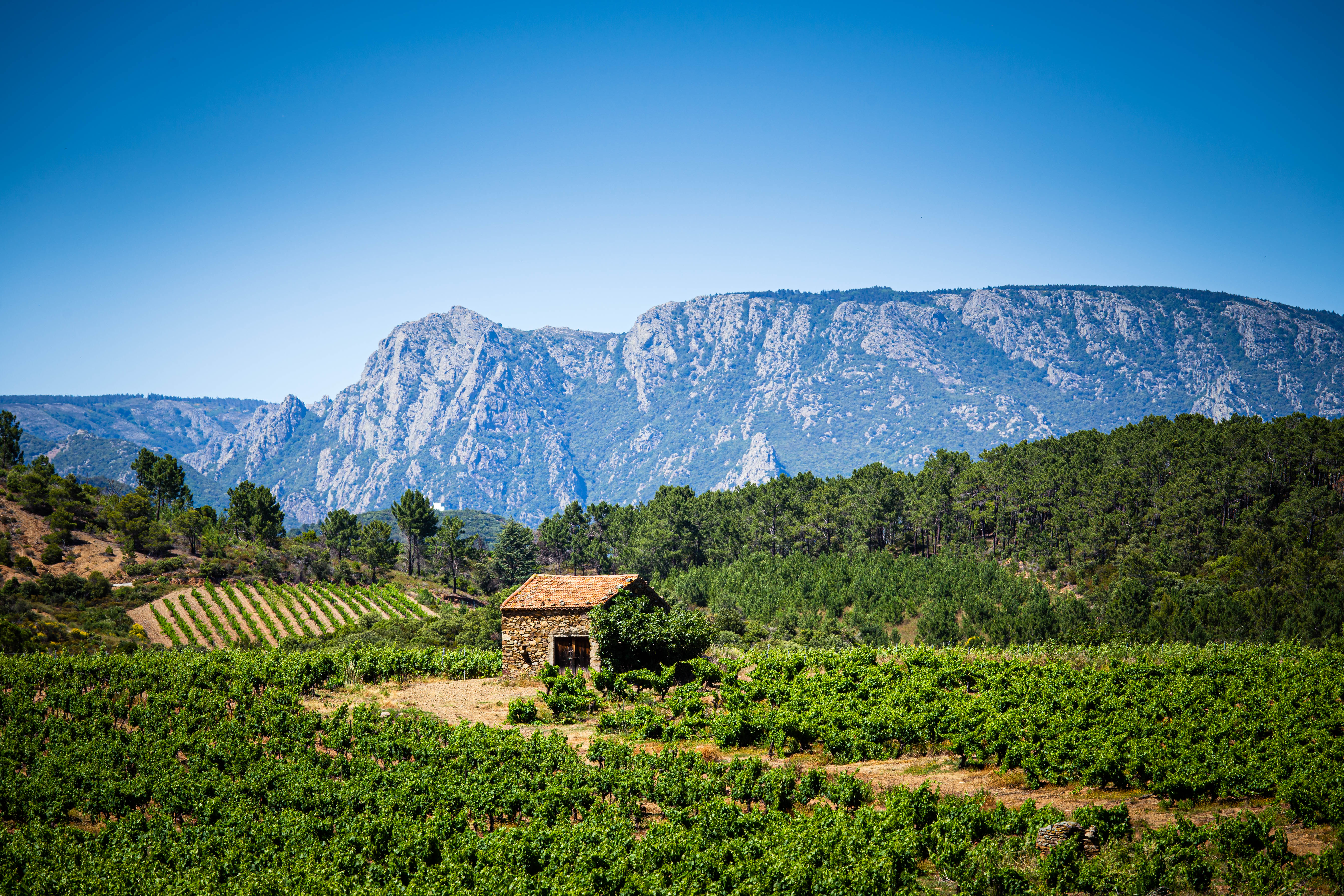
Les vignes de la partie schistes avec la vue sur le mont Caroux.

Le vignoble est situé dans le département de l'Hérault, à une vingtaine de kilomètres à l'ouest de Béziers.

### Présentation
Le vignoble s'étend sur les communes de : Assignan, Babeau-Bouldoux Berlou, Causses-et-Veyran, Cazedarnes, Cébazan, Cessenon-sur-Orb, Creissan, Cruzy, Ferrières-Poussarou, Murviel-lès-Béziers, Pierrerue, Prades-sur-Vernazobre, Puisserguier, Quarante, Roquebrun, Saint-Chinian, Saint-Nazaire-de-Ladarez, Vieussan et Villespassans.

### Encépagement
Les cépages du saint-chinian : carignan, cinsault, grenache, lledoner pelut, mourvèdre et syrah. La syrah (cépage dit améliorateur), mourvèdre et grenache représentent approximativement 70 % de l'encépagement du terroir.
Le carignan rentre dans la composition de vins rouges, alors que le cinsault est plus adapté à la confection de vins rosés fruités. Certains vignerons proposent des vins 100 % carignan, mais en « vins de table » car ces produits, non assemblés, ne peuvent être commercialisés sous l'appellation saint-chinian.

### Méthodes culturales
Les vignes ont été « montées sur fil de fer » et palissées surtout dans la partie méridionale du vignoble alors que les « vignes en gobelets » sont majoritaires sur les coteaux de la partie septentrionale du vignoble.

### Vinification et élevage

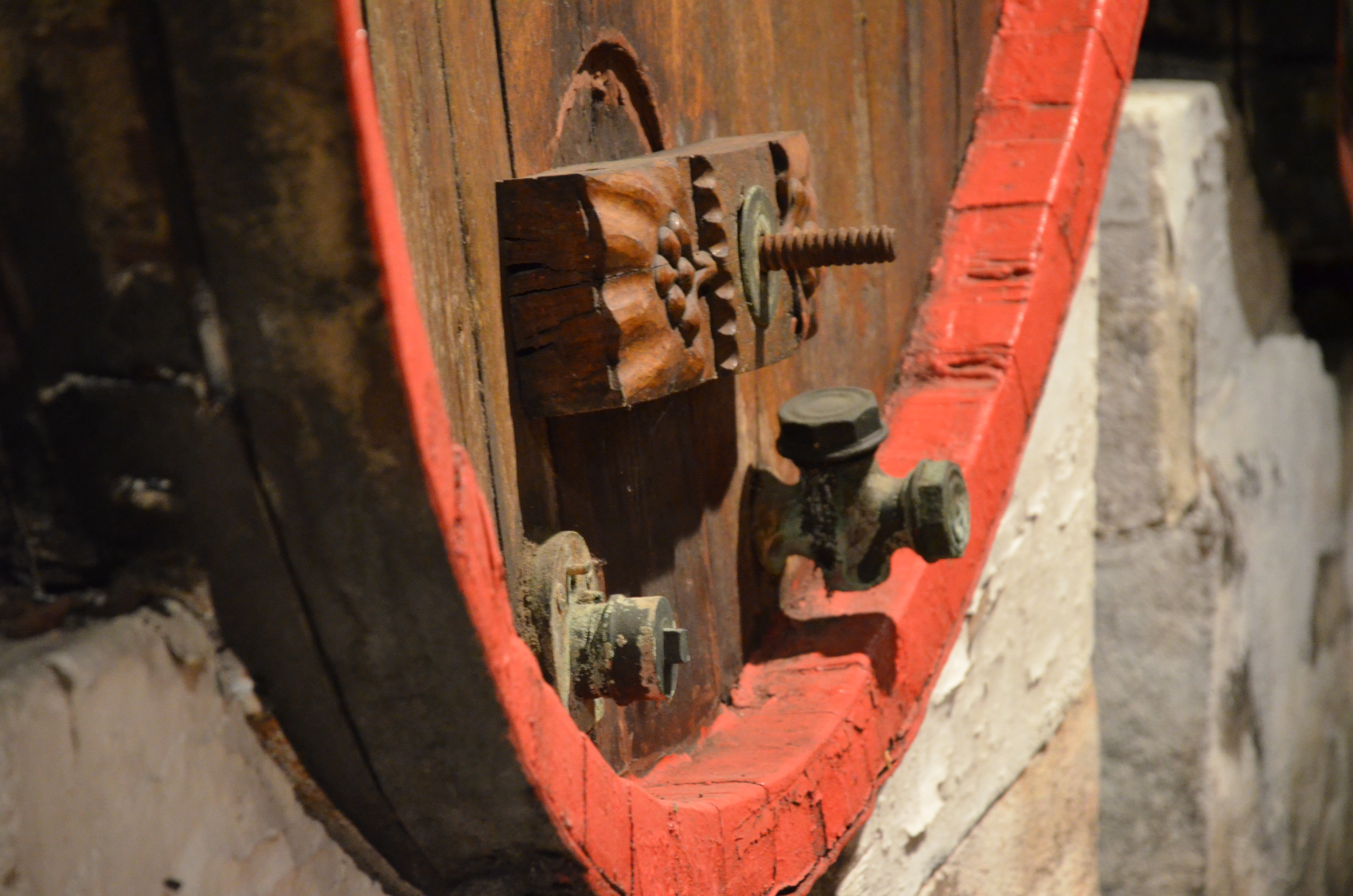
Foudre du château Coujan à Murviel-les-Béziers.

### Terroir et vins
Caractérisé par le surplomb du massif granitique du Caroux, les villages de l'AOP saint-chinian sont répartis sur des sols divers. En partant du nord sous le Caroux, les pentes abruptes bordant l'Orb sont de nature schisteuses, de Olargues jusqu'à Roquebrun. Ensuite le paysage laisse place à des concrétions calcaires mêlant sol de galets le long des cours d'eau et roches fragmentées sur les hauteurs. Des argiles dites truffières enrobent souvent les roches-mères et leur substrat érodé.

## Producteurs

### Caves coopératives

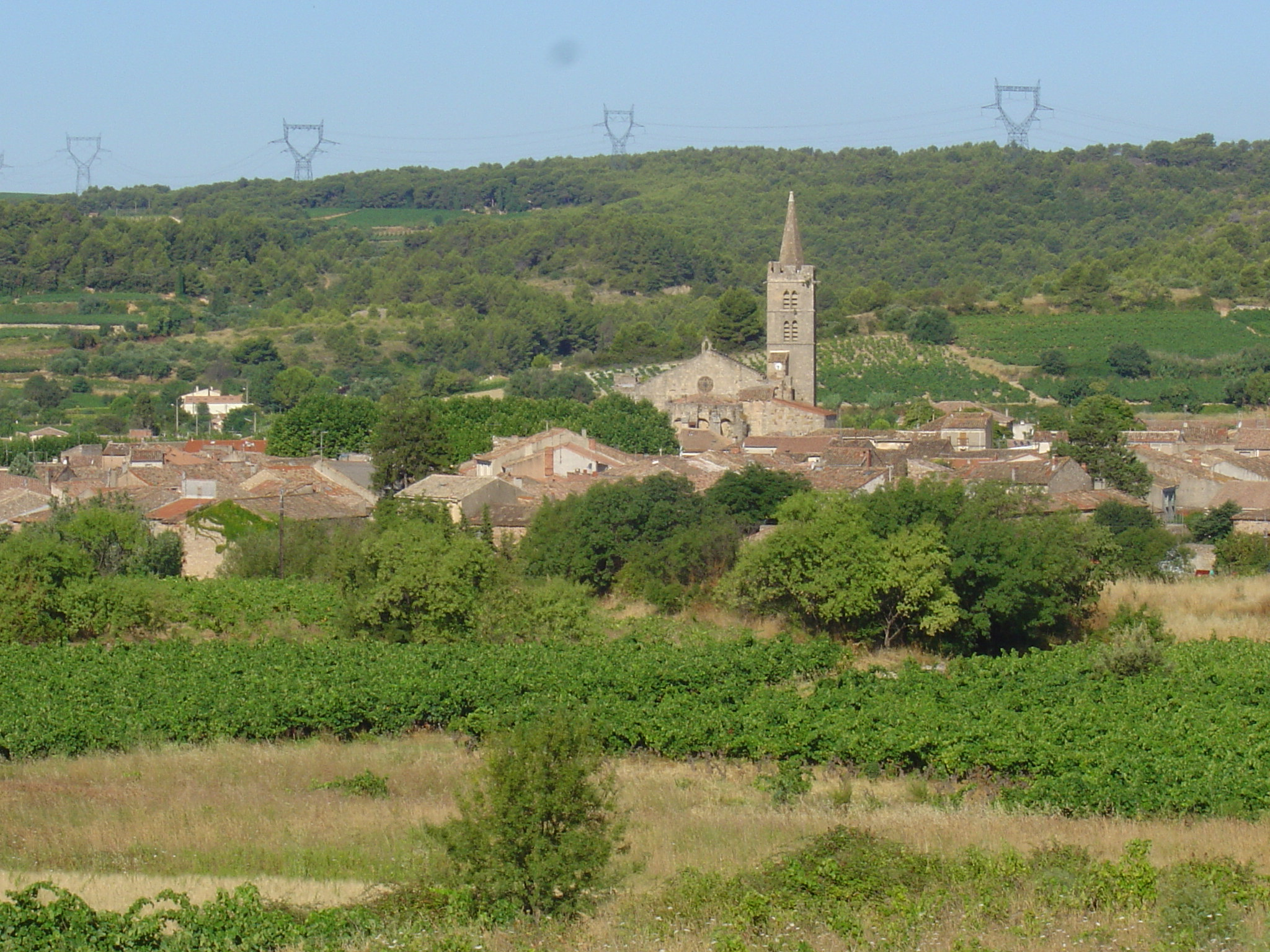
Le vignoble des vignerons de Cruzy.

Les caves coopératives représentent 70 % du volume de vin produit.
- Berlou : les Coteaux du Rieu Berlou.
- Cazedarnes : SCA les Vignerons du Pays d'Ensérune.
- Cébazan : Union des Caves Coopératives du Secteur de Saint-Chinian.
- Cessenon : cave coopérative.
- Creissan : cave de Creissan-Quarante.
- Cruzy : Les Vignerons de Cruzy.
- Murviel-lès-Béziers : Les Coteaux du Rieutort.
- Puisserguier : SCA les Vignerons du Pays d'Ensérune.
- Quarante : cave coopérative (associée à celle de Creissan)
- Roquebrun : cave coopérative de Roquebrun.
- Saint-Chinian : cave des vignerons de Saint-Chinian.

### Vignerons indépendants
- Château Calmette, à Cazedarnes
- Château Castigno, à Saint-Chinian

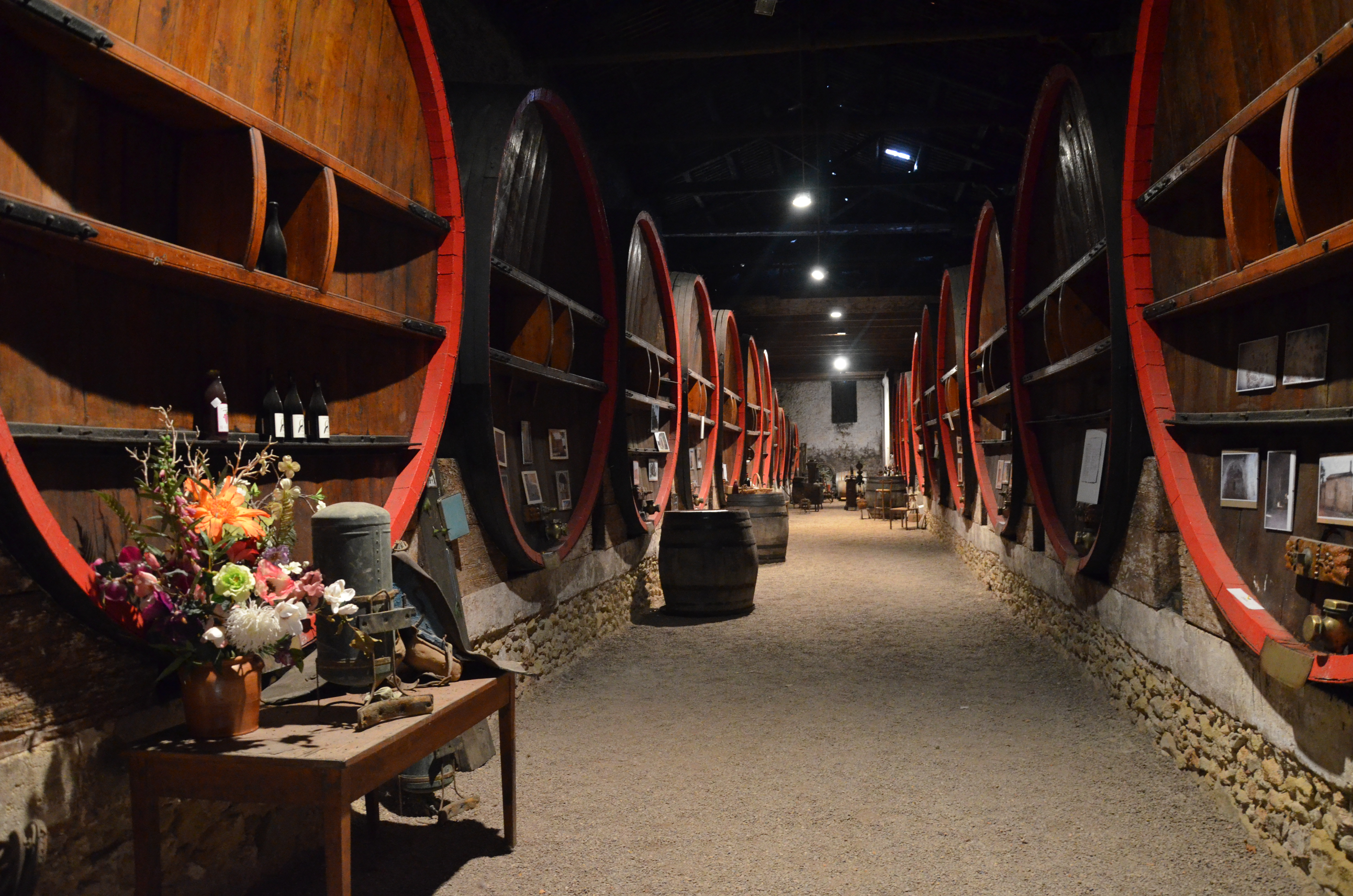
Cave du château Coujan.

- Château Cazal-Viel | Laurent Miquel, à Cessenon-sur-Orb.
- Château Coujan, à Murviel-lès-Béziers.
- Château Creissan, à Creissan.
- Château de Ciffre, à Autignac.
- Château du Prieuré des Mourgues à Saint-Chinian.
- Chateau Fonsalade, à Causses et Veyran.
- Château Fontanche, à Quarante.
- Château Gilbert & Gaillard, à Puisserguier.
- Château Gragnos, à Saint-Chinian.
- Château la Dournie, à Saint-Chinian.
- Château Milhau-Lacugue, à Puisserguier.
- Château Saint Martin des Champs, à Murviel-les-Béziers
- Château Saint-Jean de Conques, à Quarante.
- Château Veyran, à Causses et Veyran
- Château Viranel, à Cessenon-sur-Orb.
- Clos Bagatelle, à Saint Chinian.
- Clos la Rivière, à  Causses et Veyran.
- Domaine les Asphodèles, à Saint-Chinian.
- Domaine Belot, à Pierrerue.
- Domaine Boissezon-Guiraud, à Roquebrun.
- Domaine Borie la vitarèle, à Causses et Veyran.
- Domaine Canet-Valette, à Cessenon-sur-Orb.
- Domaine Cathala, à Cessenon-sur-Orb.
- Domaine Comps, à Puisserguier.
- Domaine Combes de Sallan, à Cébazan.
- Domaine de Ballaussan, à Roquebrun.
- Domaine de Cambis, à Berlou.
- Domaine de Carrière-Audier, à Vieussan.
- Domaine de Coumiac, à Cessenon-sur-Orb
- Domaine de Gabélas, à Cruzy.
- Domaine de Lou Colombier, Cruzy.
- Domaine de la Femme Allongée, à Assignan.
- Domaine de Montplo, à Cruzy.
- Domaine de Pech Ménel, à Quarante.
- Domaine des Bordes, à Saint-Chinian.
- Domaine des Jougla, à Prades-sur-Vernazobres.
- Domaine des Mathurins, à Cazedarnes.
- Domaine des Païssels, à Babeau-Bouldoux.
- Domaine des Pradels-Quartironi au Priou, à Pierrerue.
- Domaine des Tourterelles, à Prades sur Vernazobre
- Domaine du Landeyran, à Saint Nazaire de Ladarez.
- Domaine du Météore, à Cabrerolles.
- Domaine du Sacré Coeur, à Assignan.
- Domaine du Sacré-Cœur, à Assignan
- Domaine l'Orchis Pourpre, à Babeau-Bouldoux.
- Domaine la Bosque, à Cessenon-sur-Orb.
- Domaine la Côte des Pères, à Villespassans
- Domaine la Croix Sainte-Eulalie, à Pierrerue
- Domaine la Grande Léon, à Berlou.
- Domaine la Lauzeta, à Saint-Nazaire de Ladarez.
- Domaine La Linquière, à Saint-Chinian.
- Domaine La Madura, à Saint-Chinian.
- Domaine la Main Rouge, à Saint-Chinian
- Domaine la Marquise des Mûres, à Roquebrun.
- Domaine la Maurine, à Causses et Veyran.
- Domaine le Vieux Chai, à Ceps.
- Domaine les Asphodèles, à Saint-Chinian.
- Domaine Les Eminades, à Cébazan.
- Domaine Marie de Lauzerda, à Villespassans.
- Domaine Moulinier, à Pierrerue.
- Domaine Pech de Lune, à Villespassans.
- Domaine Pin des Marguerites, à Berlou.
- Domaine Rimbert, à Berlou.
- Domaine Saint Cels, à Castelbouze hameau de St-Chinian.
- Lanye-Barrac Vitifarm, à Roquebrun
- Mas Champart, à Saint-Chinian.
- Mas d'Albo, à Ceps.
- Mas de Cynanque, à Cruzy.
- Mas de Pierril, à Prades-sur-Vernazobres.
- Terres 2 Frères, à Quarante.
- Terres Falmet, à Creissan.

### Type de vins et gastronomie
Le saint-chinian rouge s’accorde parfaitement avec les viandes. Parmi les plats actuels, on peut retenir les viandes mijotées comme le bœuf effiloché façon barbecue, l’agneau confit aux épices douces, les burgers gourmets, ou encore les côtelettes d’agneau grillées. Il accompagne aussi des plats plus traditionnels familiaux comme la daube de bœuf, les plats avec du gibier, ou encore les côtes de porc marinées au miel et au thym. Le rosé met en valeur des cuisines métissées aux saveurs méditerranéennes, les tajines de légumes rôtis, les brochettes de poisson ou les poissons grillés à la plancha (thon, dorade, etc.), ainsi que les salades estivales composées à base de légumes grillés, de quinoa ou de féta. Quant au blanc, il accompagne des mets tels que les acras de morue, les croquettes de poisson aux herbes, aussi bien que les tartares de poisson, les fruits de mer, les fromages doux ou les desserts fruités et légers comme les tartes fines aux agrumes ou des abricots rôtis.

### Commercialisation
En volume, le vignoble de Saint-Chinian est le quatrième du Languedoc (derrière les appellations corbières, languedoc et minervois).